# Thomas Mann
Paul Thomas Mann (UK: /ˈmæn/ MAN, US: /ˈmɑːn/ MAHN; phát âm tiếng Đức: [ˈtoːmas ˈman] ⓘ; 6 tháng 6 năm 1875 – 12 tháng 8 năm 1955) là một tiểu thuyết gia, nhà văn viết truyện ngắn, nhà phê bình xã hội, nhà từ thiện và người viết tiểu luận người Đức. Ông đã đoạt Giải Nobel Văn học vào năm 1929. Những cuốn tiểu thuyết ngắn và tiểu thuyết sử thi mang tính châm biếm và biểu tượng cao của ông được chú ý vì có cái nhìn sâu sắc về tâm lý của người nghệ sĩ và trí thức.
Mann là thành viên của gia đình Mann (thuộc tầng lớp Hanseat), và ông đã mô tả gia đình của ông cũng như tầng lớp này qua cuốn tiểu thuyết đầu tiên, Gia đình Buddenbrook. Anh trai của ông là nhà văn cấp tiến Heinrich Mann và ba trong số 6 người con của Mann – Erika Mann, Klaus Mann và Golo Mann – đã trở thành những nhà văn Đức nổi tiếng. Khi Adolf Hitler lên nắm quyền vào năm 1933, Mann chạy trốn sang Thụy Sĩ. Khi Thế chiến II nổ ra vào năm 1939, ông chuyển tới Hoa Kỳ, rồi trở lại Thụy Sĩ vào năm 1952.

## Tiểu sử
Thomas Mann sinh ở Lübeck, Đức, là con trai thứ hai của Thomas Johann Heinrich Mann (thương gia và thành viên Hội đồng thành phố), và Júlia da Silva Bruhns (một người Brasil sang Đức năm lên 7 tuổi). Thomas có anh trai tên là Heinrich, cũng là một nhà văn nổi tiếng, một em trai và hai em gái. Thời nhỏ gia đình Mann sống sung túc, các con được học hành đến nới đến chốn. Năm 1891, cha Thomas Mann mất vì bệnh ung thư. Theo di chúc của cha ông, gia đình bán công ty và nhà ở Lübeck, mẹ ông và các con chỉ sống bằng tiền gửi tiết kiệm. Từ đây cả gia đình chuyển đến sống ở München - một trung tâm văn hóa và tri thức của nước Đức. Năm 19 tuổi Thomas Mann đã bắt đầu viết báo nhưng luôn mơ ước trở thành nhà văn như anh trai mình. Những truyện ngắn đầu tiên của ông in trong tập Der kleine Herr Friedemann (Ngài Friedemann bé nhỏ) xuất bản năm 1898. Năm 1901, Mann xuất bản tiểu thuyết đầu tiên Buddenbrooks - Verfall einer Familie (Gia đình Buddenbrook) - kể về sự suy sụp của một gia đình ba đời buôn bán ở Lübeck trong bối cảnh cạnh tranh của chủ nghĩa đế quốc. Bộ tiểu thuyết đặc sắc này đã mang lại cho ông giải Nobel năm 1929.
Thomas Mann là nhà văn có tư tưởng nhân đạo dân chủ tư sản, chống phát xít, đại diện cho truyền thống tốt đẹp của dân tộc Đức. Ông tập trung miêu tả quá trình suy sụp của giai cấp tư sản với một ngòi bút hiện thực, mỉa mai, chú trọng phân tích tâm lý, đi sâu vào các khía cạnh bệnh hoạn, cái phù du và cái chết. Văn của Mann chính xác, từ ngữ gọt giũa kĩ lưỡng, đòi hỏi người đọc phải tập trung suy nghĩ, ông dùng nhiều từ ngữ nước ngoài, sử dụng nhiều kiến thức về triết học, tôn giáo, lịch sử, văn hóa, nghệ thuật, y học, xã hội học, phân tâm học.
Năm 1905, Thomas Mann cưới vợ, sinh 6 người con (trong đó có ba người sau này cũng trở thành nhà văn). Cuộc hôn nhân không phải là cách giải quyết cho ông về vấn đề đồng tính luyến ái. Đó cũng là một đề tài mà Mann say mê thể hiện trong sáng tác của mình, tiêu biểu là Der Tod in Venedig (Chết ở Venice, 1913) - một trong những truyện dài xuất sắc nhất của văn chương thế giới.
Chiến tranh thế giới thứ nhất đã đẩy nhà văn vào một cuộc khủng hoảng tinh thần trầm trọng. Ông viết tập ký 600 trang Betrachtungen eines Unpolitischen (Những suy ngẫm ngoài chính trị, 1918) trong thời gian này. Sau chiến tranh ông trở lại với văn học nghệ thuật, hoàn thành một trong những đỉnh cao sáng tác của mình là Der Zauberberg (Núi thần). Năm 1929 ông được nhận giải Nobel, chủ yếu vì bộ tiểu thuyết vĩ đại Buddenbrooks - Verfall einer Familie.
Từ những năm 1930, Thomas Mann tích cực tham gia các hoạt động chính trị, chống chủ nghĩa phát xít.
Những sách vở của ông không bị đụng tới trong chiến dịch đốt sách báo ở Đức vào ngày 10 tháng 5 năm 1933, mặc dù sách của anh ông Heinrich và con ông Klaus đã bị tiêu hủy.. Tuy nhiên ông đã quyết định bỏ nước ra đi. Ban đầu ông tới Sanary-sur-Merở Pháp, và bị bệnh trầm cảm. Sau đó ông dọn tới Thụy Sĩ ở gần thành phố Zürich. Tuy nhiên ông không còn đi lại được dễ dàng vì sổ hộ chiếu của ông hết hạn, và từ tháng 8 năm 1933, các nhân vật trí thức Đức đi tị nạn không còn được công nhận quốc tịch Đức nữa. Năm 1938 ông sang Mỹ và trở thành công dân Mỹ (1944). Sau chiến tranh ông về thăm cả Đông và Tây Đức, được đón tiếp long trọng nhưng ông không ở lại Đức mà sang định cư ở Zürich (Thụy Sĩ) cho đến khi mất.
Những năm cuối đời, Thomas Mann tiếp tục sáng tác những tác phẩm lớn dựa vào đề tài lịch sử. Sau khi qua đời, sáng tác của Thomas Mann tiếp tục nhận được sự đánh giá rất cao, đặc biệt là của nhà thơ Rainer Maria Rilke.
Ngoài giải Nobel, ông được cả Đông và Tây Đức trao tặng giải Goethe năm 1949 và bằng danh dự của Đại học Oxford và Đại học Cambridge.

## Tác phẩm

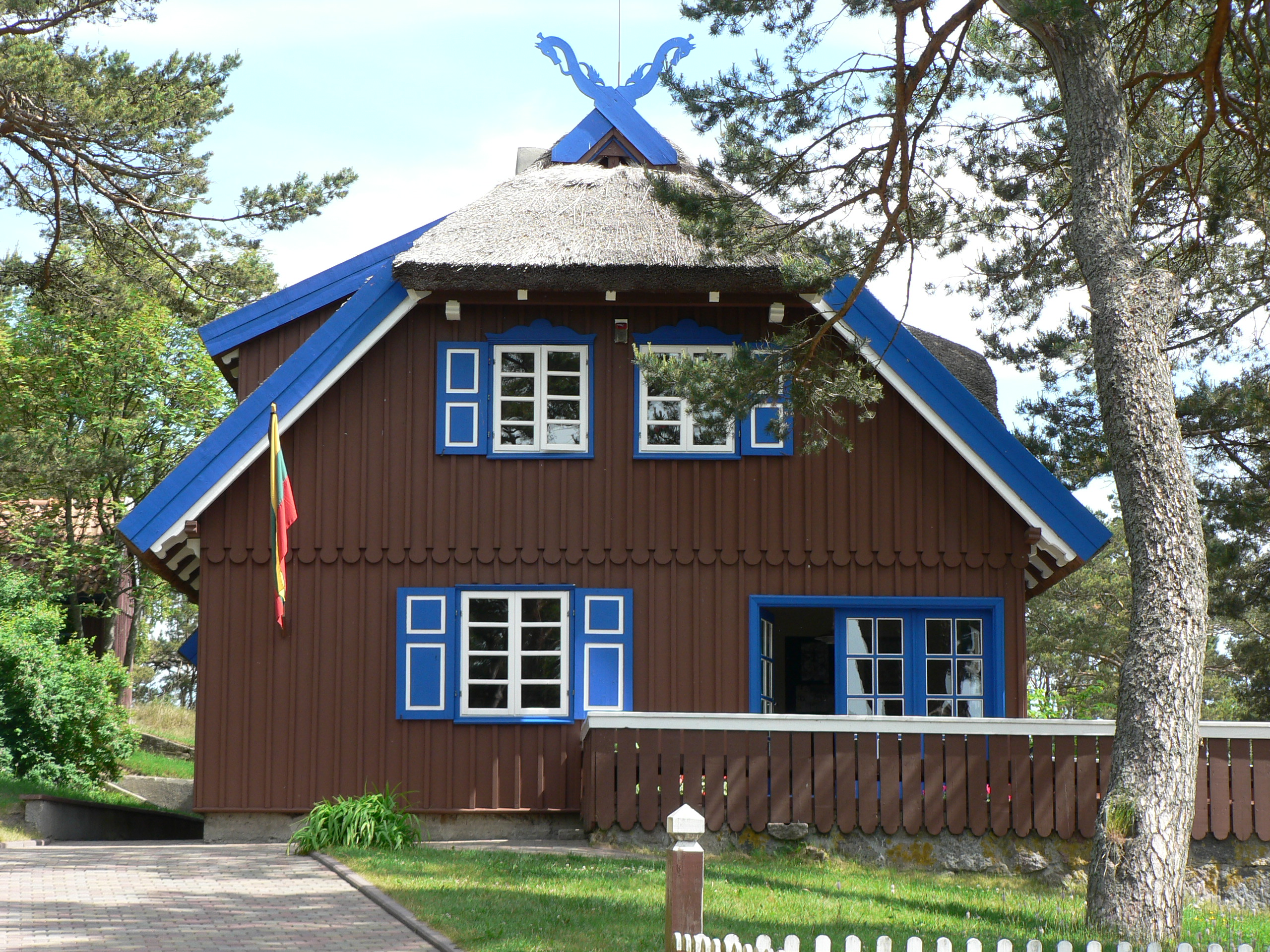
Nhà Thomas Mann ở Nida, (tiếng Đức: Nidden)

- Der kleine Herr Friedemann (Ngài Friedemann bé nhỏ, 1898), tập truyện
- Buddenbrooks - Verfall einer Familie (Gia đình Buddenbrook, 1901), tiểu thuyết
- Tristan (1903), tập truyện
- Tonio Kröger (1903), truyện
- Fiorenza (1905), kịch 1 hồi
- Der Tod in Venedig (Chết ở Venice, 1913), truyện ngắn
- Betrachtungen eines Unpolitischen (Những suy ngẫm ngoài chính trị, 1918), tập kí
- Von deutscher Republik (Nền dân chủ Đức, 1922), tiểu luận
- Goethe und Tolstoi (Goethe và Tolstoi, 1923), tiểu luận
- Der Zauberberg (Núi Thần, 1924), tiểu thuyết
- Mario und der Zauberer (Mario và người phù thủy, 1929), truyện
- Joseph und seine Brüder (Joseph và những người anh em), bộ tiểu thuyết, 4 tập
  - Die Geschichten Jaakobs (Những câu chuyện của Jaakobs, 1933)
  - Der junge Joseph (Joseph trẻ tuổi, 1934)
  - Joseph in Ägypten (Joseph ở Ai Cập, 1936)
  - Joseph, der Ernährer (Joseph, người nuôi sống, 1943),
- Lotte in Weimar (Lotte ở Weimar, 1939), tiểu thuyết
- Doktor Faustus (Bác sĩ Faustus, 1947), tiểu thuyết
- Der Erwählte (Người được lựa chọn, 1951), tiểu thuyết
- Versuchuber Tschechow (Tiểu luận về Trekhov, 1954), tiểu luận
- Die Betrogene: Erzählung (Thiên nga đen, 1954), truyện
- Bekenntnisse des Hochstaplers Felix Krull. Der Memoiren erster Teil (Lời thú nhận của tay lừa đảo Felix Krull, 1954), tiểu thuyết